# Casa Sanromà
La Casa Sanromà o Casa Bofarull és un monument del municipi de Tarragona protegit com a bé cultural d'interès local projectada per Josep Maria Pujol i de Barberà.

## Descripció
Edifici de planta baixa i quatre pisos, amb solucions ornamentals del modernisme "manierista" utilitzades pels moviments d'avantguarda europeus de principis de segle xx. Façana amb més amplada al c/ Sant Agustí que a la de la Rambla, tenint aquesta una tribuna vidrada que ocupa dues plantes i amb uns muntants força característics. A la vegada, la façana està emmarcada per pseudo pilars tant als laterals com a la cantonada. El ferro forjat dels balcons té elements vegetals de composició molt simple. Als voladissos hi ha impostes.

## Història
L'any 1946 els germans Ripoll i Sahagun, Salvador i Josep (arquitecte i aparellador) realitzen obres de reforma interior.